# Волоконск
Волоконск — село в Большесолдатском районе Курской области. Административный центр Волоконского сельсовета.

## География
Село находится в 63 километрах к юго-западу от Курска, в 13 километрах к северу от районного центра — села Большое Солдатское.

### Климат
В селе Волоконск умеренный (влажный) континентальный климат без сухого сезона с тёплым  летом (Dfb в классификации Кёппена).
| Показатель                                                                  | Янв. | Фев. | Март | Апр. | Май  | Июнь | Июль | Авг. | Сен. | Окт. | Нояб. | Дек. | Год  |
| --------------------------------------------------------------------------- | ---- | ---- | ---- | ---- | ---- | ---- | ---- | ---- | ---- | ---- | ----- | ---- | ---- |
| Средний суточный максимум, °C                                               | −3,7 | −2,6 | 3,3  | 13,2 | 19,5 | 22,8 | 25,3 | 24,7 | 18,3 | 10,8 | 3,7   | −0,9 | 11,2 |
| Средняя температура, °C                                                     | −5,8 | −5,2 | −0,3 | 8,4  | 14,8 | 18,5 | 20,9 | 20,1 | 14,1 | 7,4  | 1,5   | −2,8 | 7,6  |
| Средний суточный минимум, °C                                                | −8,2 | −8,4 | −4,4 | 2,9  | 9,2  | 13,1 | 15,9 | 14,9 | 9,8  | 4,1  | −0,8  | −5   | 3,6  |
| Норма осадков, мм                                                           | 51   | 44   | 48   | 50   | 63   | 70   | 74   | 54   | 57   | 57   | 47    | 49   | 664  |
| Источник: Погода по месяцам c ru.climate-data.org(дата обращения: Май 2021) |      |      |      |      |      |      |      |      |      |      |       |      |      |

## Население
| 2002 | 2010 |
| ---- | ---- |
| 252  | ↘242 |

## Транспорт
Волоконск находится в 12 км oт абтодороги регионального значения 38К-004 (Дьяконово — Суджа — граница с Украиной), на автодорогах межмуниципального значения 38Н-084 (38К-004 — Волоконск) и 38Н-741 (Волоконск — Ширковский), в 11 км от ближайшего ж/д остановочного пункта Деревеньки.